# Баттерфилд, Даниель
Даниель Адамс Баттерфилд (Daniel Adams Butterfield) (31 октября 1831, Ютика, Нью-Йорк — 17 июля 1901, Колд-Спринг, Нью-Йорк) — нью-йоркский бизнесмен, генерал армии Союза в годы гражданской войны и помощник казначея Нью-Йорка. Считается, что именно он написал мелодию для горна «Taps», известную ещё как «Butterfield’s Lullaby» (играется на плацу при подъёме флага). Был связан с финансовым скандалом, известным как «Чёрная пятница»
В 1892 году получил Медаль Почета за свои действия в годы гражданской войны.

## Ранние годы
Баттерфилд родился в Ютике, штат Нью-Йорк, в семье Джона Баттерфилда (1801—1869) и Малинды Харриет Бейкер (1799—1883). Он поступил в Юнион-Академию, затем в 1849 окончил Юнион-Колледж. В том же году его отец организовал почтовую службу «Butterfield, Wasson, and Co.», которая впоследствии превратилась в компанию «American Express Company». Баттерфилд изучал право, но по возрасту не смог сразу получить лицензию адвоката. Он поступил рядовым в ополчение штата, известное, как Utica Citizen’s Corps.

## Гражданская война
У Баттерфилда не было военного опыта, однако уже через несколько дней после падения Самтера, 16 апреля 1861 года, он вступил в армию в звании старшего сержанта. Через две недели он дослужился до звания полковника 12-го полка нью-йоркского ополчения, который был расформирован в августе, а в январе 1862 года частично влит в 12-й Нью-Йоркский пехотный полк. Около месяца он прослужил в отряде генерала Паттерсона в Мартинсберге. Уже в июле он командовал бригадой, а в сентябре достиг звания бригадного генерала.
Весной 1862 года бригада Баттерфилда вошла в состав V корпуса Потомакской армии, в дивизию Морелла. В мае 1862 года бригада состояла из пяти полков:
- 16-й Мичиганский пехотный полк, полк. Томас Стоктон
- 12-й Нью-Йоркский пехотный полк, полк. Генри Уикс
- 17-й Нью-Йоркский пехотный полк, полк. Сеймур Ленсинг
- 44-й Нью-Йоркский пехотный полк, полк. Стивен Страйкер
- 83-й Пенсильванский пехотный полк, полк. Джон Маклэйн

Бригада приняла участие в Кампании на полуострове. 27 июня 1862 года он был ранен во время сражения при Гэинс-Милл, и за проявленную в этом бою храбрость был в 1892 году награждён медалью Почета. Согласно формулировке награждения: «Взял знамя 83-го пенсильванского полка в критический момент под сильным огнём врага, воодушевил потрепанные ряды и вернул их к бою».
Баттерфилд продолжил командовать бригадой во Втором сражении при Булл-Ран, причем фактически командовал всей дивизией, поскольку дивизионный командир Морелл и 2-я бригада находились в это время в Сентервиле. Бригада Баттерфилда была отведена в форт Крейг, где к ней 8 сентября присоединился 20-й Мэнский полк.
Баттерфилд не участвовал в сражении при Энтитеме так как 30 августа из-за болезни сдал командование бригадой полковнику Томасу Стоктону. 1 ноября он принял командование 1-й дивизией V корпуса (бывшей дивизией Морелла), а 16 ноября стал командиром V корпуса (после отставки Портера), сдав дивизию Чарльзу Гриффину, и участвовал в сражении при Фредериксберге, где две дивизии его корпуса атаковали каменную стену у высот Мари. В январе 1863 года Джордж Хукер стал главнокомандующим армии и забрал Баттерфилда к себе, сделав его начальником штаба армии. В марте 1863 года ему было присвоено звание генерал-майора задним числом от 29 ноября 1862 года.
У Хукера и Баттерфилда сложились тесные дружеские отношения. Оба любили алкоголь и женщин, отчего общая атмосфера в штабе армии стала раздражать многих генералов армии. Вместе с тем они работали над улучшением снабжения армии и исправлением санитарного обеспечения, и им удалось существенно улучшить жизнь военнослужащих. Именно Баттерфилду принадлежала идея создания эмблем корпусов, которые были приказано нашивать на армейские кепки. Вероятно, он взял эту идею у Филипа Карни, который вводил аналогичные нашивки у себя в корпусе. Теперь Баттерфилд ввёл такие нашивки по всей армии и лично разработали их дизайн.
| Корпусные знаки различия, разработанные Баттерфилдом                   |
| ---------------------------------------------------------------------- |
| - I корпус - II корпус - III корпус - IV корпус - V корпус - VI корпус |

### Геттисбергская кампания
Ночью 28 июня в штаб V корпуса во Фредерике прибыл из Вашингтона полковник Джеймс Харди с приказом о смещении Хукера и назначении Мида главнокомандующим. Мид и Харди отправились к Хукеру, где к ним присоединился Баттерфилд. Согласно традиции, Мид должен был в первую очередь заменить начальника штаба. Он вызвал на переговоры Сета Уильямса, Говернора Уоррена и Эндрю Хэмфриса, но все они отказались принять должность по различным причинам. Мид был вынужден попросить Баттерфилда остаться в должности на некоторое время.
Баттерфилд оставался начальником штаба во время сражения при Геттисберге. 4 июля, когда было принято решение о наступлении, он составлял для Мида маршевые приказы для корпусов. Во время сражения Баттерфилд был ранен, и по этой причине покинул должность начальника штаба. На его место Мид назначил Эндрю Хэмфриза.

### В конце войны
Баттерфилд вернулся в армию осенью 1863 года и снова стал начальником штаба при Хукере, который теперь командовал двумя корпусами Камберлендской армии в Теннесси. Когда эти корпуса были сведены в ХХ корпус, баттерфилд возглавил его 3-ю дивизию, и командовал ею в начальный период битвы за Атланту. Болезнь помешала ему продолжить службу при Шермане, и он перевёлся на тыловую службу в Виксберге. Впоследствии он командовал береговой охраной в Нью-Йорке.

## Taps
Известно, что Баттерфилд, ещё командуя полком, проявлял интерес к сигналам горна и ввёл дополнительный короткий сигнал перед обычными сигналами, чтобы рядовые полка в ходе боя понимали, что команда отдана именно им. Впоследствии он решил изменить стандартный сигнал горна «Lights out», который игрался на закате дня и был заимствован у наполеоновской армии. Баттерфилду этот сигнал показался слишком формальным, и он решил создать другой, который использовал бы долгие ноты, а не традиционное стаккато. В июле 1862 года в лагере в Харрисон-Лендинг он работал вместе со своим горнистом Оливером Нортоном и создал мелодию из 24 нот. Нортон первым стал играть её в конце дня, а затем её заимствовали и остальные горнисты армии.